# Tipitapa (stad)
Tipitapa is een gemeente in het departement Managua in Nicaragua. De gemeente heeft 138.000 inwoners, waarvan ongeveer 85 procent in urbaan gebied (área de residencia urbano) woont.
Ze ligt aan de Pan-American Highway op ca 25 km van Managua en vlak bij Managua International Airport.